# F4vorites Bookmarks & Ratings
O F4vorites Bookmarks & Ratings ⭐ website (f4vorites.com) foi registrado, hospedado e publicado em 7 de janeiro de 2025 nos EUA pelo webmaster e webdesigner brasileiro Walter Barbosa.

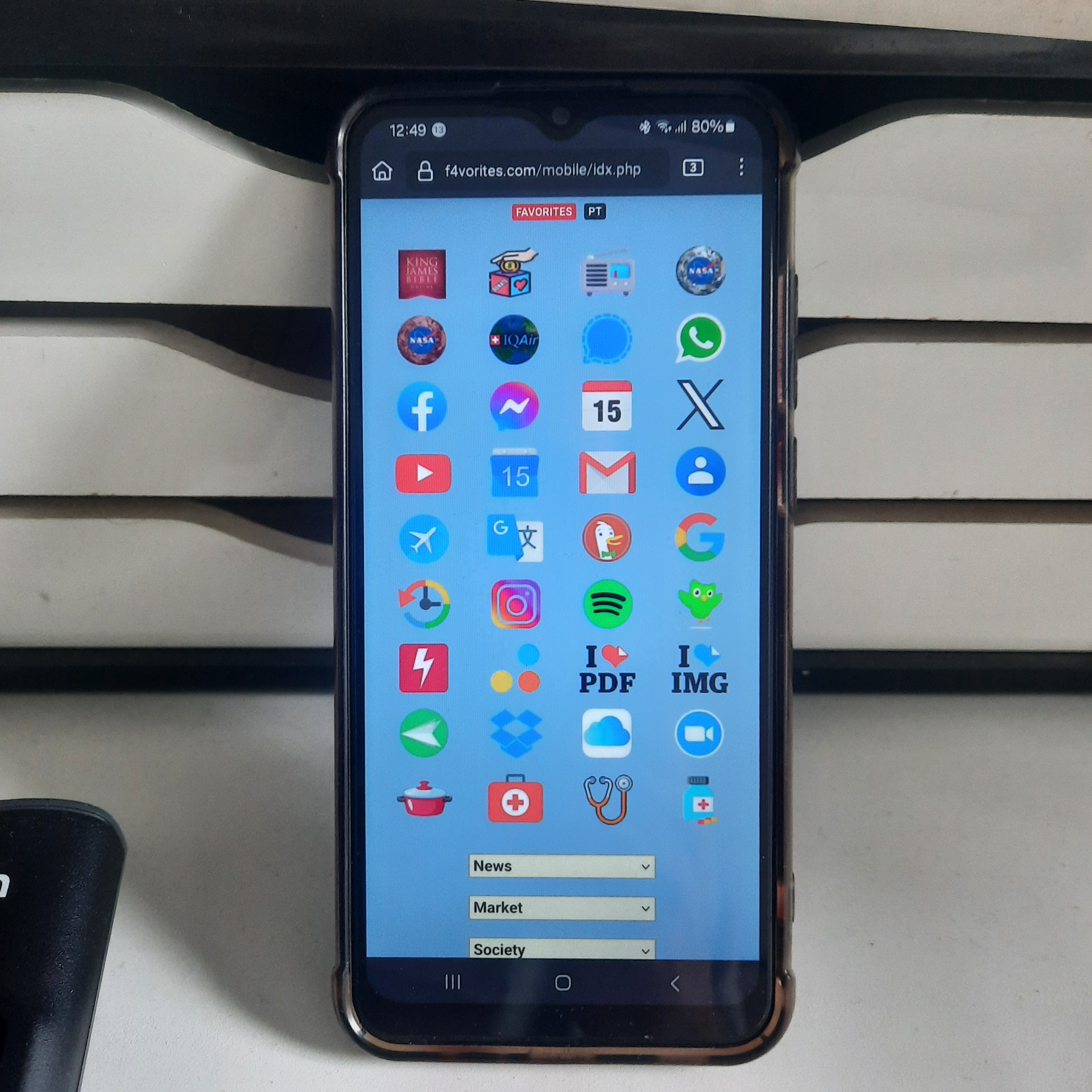
O website F4vorites Bookmarks & Ratings visto de um telefone móvel.

O site nasceu como uma seção de “Favoritos” que todo [browser] de internet possui, e para servir como um "botão [Menu]" de internet, como no famoso sistema operacional Microsoft [Windows].

O site foi idealizado para computador, e adaptado para celular.

Fontes:

F4vorites Bookmarks & Ratings: https://f4vorites.com

ICANN Lookup: https://lookup.icann.org

Google Safe Browsing: https://transparencyreport.google.com/safe-browsing/search

Wikipedia: internet [browser],
"Start [Menu]", Microsoft [Windows]

LinkedIn: https://www.linkedin.com/in/walter-barbosa-964935367